# Midelt
Midelt (in berbero: ⴰⵡⵟⴰⵟ, Awṭaṭ; in arabo ميدلت‎?) è una città del Marocco, nella provincia omonima istituita nel 2009, e facente parte della regione di Drâa-Tafilalet.
Si trova a circa 30 km da Khenifra.

## Geografia fisica
Midelt si trova sulla strada principale che collega le città di Fès e di Meknès, con Er Rachidia verso sud.
La città si trova su di un altopiano, circondata dal fiume Moulouya, sulla catena montuosa dell'Atlante.
Vista l'altitudine cui si trova è una delle città più temperate del Marocco. La temperatura media in gennaio si situa intorno ai 12.3 gradi Celsius, mentre in luglio è nell'intorno dei 32.6 gradi.
Non è infrequente che vi nevichi; in generale la città gode di precipitazioni di media intensità durante tutto il corso dell'anno.

## Storia
Midelt si è sviluppata nella prima metà del XX secolo come centro amministrativo francese. Precedentemente villaggi e ksour punteggiavano il fertile altopiano. I francesi si stabilirono in questa zona per facilitare l'estrazione di piombo, gesso e altri minerali, oltre che di fossili.
Lo sviluppo di questa intensa attività estrattiva ha comportato la costruzione di una linea ferroviaria fino al mar Mediterraneo, oltre che all'elettrificazione della città già a partire dal 1930, che in Marocco, solo a Casablanca è stata porta prima.

## Società
La città è stata storicamente sede di una cospicua comunità ebraica, che contava 1.200 membri nel 1936 e 1.700 membri nel 1951, emigrata in massa verso Israele e Francia negli anni 1950 e 1960.